# Cneu Cornélio Lêntulo Getúlico (cônsul em 55)
Cneu Cornélio Lêntulo Getúlico (em latim: Gnaeus Cornelius Lentulus Gaetulicus) foi um senador romano da gente Cornélia nomeado cônsul sufecto para o nundínio de novembro e dezembro de 55 com Tito Curtílio Mância. Era filho de Cneu Cornélio Lêntulo Getúlico, cônsul em 26, Aprônia Cesênia, uma filha de Lúcio Aprônio, cônsul sufecto em 8. É possível que ele tenha tido uma filha chamada Cornélia Getúlica.